# Paluda
Paluda — рід цикадок із ряду клопів.

## Опис
Цикадки розміром 4-5 мм. Стрункі, з тупокутно-закругленою виступаючою вперед головою. Перехід обличчя в тім'я закруглений. У СРСР 3 види.
- Paluda flaveola (Boheman, 1845) — Далекий Схід.